# 黄埔条約
黄埔条約（こうほじょうやく）は、清国とフランス王国の間で1844年10月24日に締結された修好通商条約。

## 概要
七年戦争で敗北したフランスはイギリスとの衝突を避けつつ中国やインドシナ半島への進出を図ろうとしていた。アヘン戦争後、イギリスが南京条約（1842年）を締結すると、これによってイギリスが大きな利益を得たと見たフランスの7月王政はイギリスとの調停を求めていた清に接近した。
1844年10月、清国はフランスと修好通商条約を締結した。1844年10月24日、黄埔近くに停泊するフランス軍艦アルシメード号の艦上で締結されたこの修好通商条約を黄埔条約と称する。南京条約、望厦条約と同じく、治外法権、関税自主権の喪失などを含んだ不平等条約であった。
フランスと中国の間では1784年にルイ16世がラザリストを派遣し、中国皇帝の外交顧問となっていた。その後、フランスの影響力は衰退していたが、1838年にはフランス人ラザリストが代理司教となり、フランスの中国での宗教的立場は他国よりも優位になっていたこともあり、イギリスやアメリカと同等の特権を得ることにつながった。

## 条約の内容
清仏間で初めてとなる2国間条約で、多くは望厦条約に範を取っている。
1. 商船乗組員の秩序に責任を負うとともに、広州、福州、廈門、寧波、上海の5開港場への船舶停泊。
2. 清国は特権商人を解散し、フランスと一般業者との自由通商を認めること。
3. フランス国民との通商は、第三国との戦乱となりても妨げないこと。
4. 開港場の船舶通行の権利と保障、禁制品以外の通商認可。
5. 開港場において、フランス国民による教会・病院・養老院・学校・墓地の設置認可。
6. 清国官憲によるフランス船舶の勾留廃止など、フランス人財産への不可侵規定。
7. 領事もしくは領事代理、並びにフランス国民は、この条約規定以外の義務は負わない。

黄埔条約では、第22条でフランス人に教会、病院、救済院、学校、墓地の設置が認められたこと、第24条で相互の言語の教授やフランス語の書籍の販売、中国語の書籍の購入などが規定されたことも特徴になっている。

## 影響とその後

### ベトナムへの影響
黄埔条約を締結したフランスはベトナム進出の機会を得て、清とインド洋との間に新たな中継拠点の確保を図った。フランスは阮朝が7人のフランス人宣教師が処刑した事件を交渉材料に圧力をかけ、ダナンの攻撃やフエへの侵攻を開始し、1862年にサイゴン条約（第1次サイゴン条約）が成立した。

### 天津条約の成立
黄埔条約が締結され5つの条約港ではキリスト教の布教活動が認められたが、それ以外の地域では公然の布教活動は認められておらずフランスは布教活動の拡大を清に迫った。
1856年2月に広西省でフランス人宣教師が虐殺される事件が発生し、フランス政府はその報復を決定したが、10月にイギリスと清との間でアロー号事件に端を発するアロー戦争が勃発したためフランスはこれに加わった。戦いに勝利した英仏両国は清と天津条約を結び、フランスは貿易・旅行の自由、公使の北京在住、キリスト教の信仰・布教の自由などを獲得した。